# Linea M
La linea M Sixth Avenue Local è una linea della metropolitana di New York, che collega la città da nord-est, con capolinea presso la stazione di Forest Hills-71st Avenue, a sud-est, con capolinea presso Middle Village-Metropolitan Avenue. È indicata con il colore arancione brillante poiché la trunk line utilizzata a Manhattan è la linea IND Sixth Avenue.

## Storia

### 1900-1999
L'attuale linea M fu attivata il 29 luglio 1914, in concomitanza con l'apertura del collegamento tra la linea BMT Myrtle Avenue e l'attuale linea BMT Jamaica. All'epoca, era nota come linea Myrtle Avenue-Chambers Street e svolgeva un servizio locale tra Metropolitan Avenue e Chambers Street, usando il ponte di Williamsburg per attraversare l'East River; durante le ore di punta, il servizio lungo la linea Jamaica era invece espresso. Nel 1924, la Brooklyn-Manhattan Transit Corporation assegnò alla linea il numero 10. Poi, dal giugno 1933, il servizio durante la domenica fu eliminato.
Il 28 giugno 1958, la linea iniziò a svolgere solo un servizio espresso durante le ore di punta nella direzione di massima afflusso. Inoltre, dal 23 febbraio 1960, la stazione di Marcy Avenue, in origine una stazione locale, iniziò ad essere servita dalla linea. La designazione linea M fu assegnata alla linea proprio nei primi anni 1960, tuttavia venne usata ufficialmente solo dopo l'apertura della Chrystie Street Connection il 17 novembre 1967.
Dopo l'apertura della seconda fase della Chrystie Street Connection, il 1º luglio 1968, la linea JJ fu reindirizzata sulla linea IND Sixth Avenue e di conseguenza la linea M venne prolungata da Chambers Street a Broad Street. In seguito, il 6 ottobre 1969, con la soppressione della linea MJ, per via della chiusura della sezione meridionale della linea BMT Myrtle Avenue, l'orario di servizio della linea M fu esteso alla tarda mattina, mentre nelle altre ore esisteva una navetta SS tra Myrtle Avenue e Metropolitan Avenue. Il 2 gennaio 1973, la linea QJ fu troncata a Broad Street e di conseguenza la linea M fu estesa oltre Broad Street fino a Coney Island-Stillwell Avenue, ma solo durante la mattina. Inoltre, la navetta SS divenne parte integrante della linea M. Poi, il 27 agosto 1976, con l'eliminazione della linea locale K, il servizio espresso tra Myrtle Avenue e Marcy Avenue fu trasformato in locale.
Il 26 aprile 1986, con l'inizio di pesanti lavori sulla linea BMT Brighton, la linea M fu deviata sui binari espressi della linea BMT Fourth Avenue a sud di DeKalb Avenue, terminando a Bay Ridge-95th Street. Nel 1987, il percorso fu modificato, la linea venne quindi ora deviata da 36th Street a Ninth Avenue attraverso la linea BMT West End durante la mattina, e fino a Bay Parkway durante le ore di punta. Ad aprile 1995 il servizio diurno della linea fu troncato a Chambers Street.
Dall'aprile 1997 all'agosto 1997, di notte e nei fine settimana, la linea fu limitata ad Essex Street per via di alcuni lavori a Myrtle Avenue. In seguito, tra il 30 aprile 1999 e il 1º settembre 1999, la linea venne divisa in due tronconi per permettere di effettuare i lavori di ristrutturazioni dei binari del ponte di Williamsburg; una sezione era attiva sempre tra Metropolitan Avenue e Marcy Avenue, mentre l'altra solo nelle ore di punta tra Bay Parkway e Chambers Street.

### 2000-presente
Nel luglio del 2000, la linea M fu estesa a Chambers Street anche fuori dalle ore di punta, per sostituire momentaneamente la linea J. In seguito, dal 23 luglio 2003 al 22 febbraio 2004, a causa dei lavori di riparazione di binari sul ponte di Manhattan, il servizio durante la mattina venne esteso a Ninth Avenue; quando i lavori sul ponte terminarono la linea ritornò a Chambers Street. Dopo gli attentati dell'11 settembre 2001 e fino al 28 ottobre 2001, la linea venne estesa fino a Coney Island-Stillwell Avenue attraverso la linea BMT Sea Beach, in sostituzione della linea N. Infine, il 27 luglio 2008, il capolinea meridionale fu spostato a Broad Street.
Alla fine del 2008, alla luce di seri problemi di bilancio, la Metropolitan Transportation Authority annunciò un gran numero di tagli al servizio, tra i quali anche l'eliminazione del servizio durante le ore di punta della linea M fino a Bay Parkway. Queste proposte non furono tuttavia attuate dopo che venne offerto sostegno finanziario alla MTA nel maggio del 2009. Nonostante ciò, a fine 2009, la MTA dovette affrontare una nuova crisi finanziaria, che portò nuovamente alla proposta di tagli al servizio. In particolare, venne prevista una progressiva eliminazione della linea M che sarebbe stata sostituita dalla linea V. Quest'ultima, invece di terminare presso Second Avenue, dopo aver lasciato Broadway-Lafayette avrebbe deviato sulla Chrystie Street Connection, fermato nella stazione di Essex Street e poi proseguito lungo il percorso della linea M.
Il 18 marzo 2010, i piani furono modificati e fu deciso che la nuova linea non avrebbe portato più la denominazione di linea V ma sarebbe stata indicata con la lettera M. Il logo sarebbe stato quindi colorato con il colore arancione brillante poiché la linea avrebbe utilizzato la linea IND Sixth Avenue a Midtown Manhattan. Infine, il 28 giugno 2010, il nuovo servizio attraverso la Chrystie Street Connection fu attivato: la linea M era ora attiva tra 71st Avenue e Metropolitan Avenue, tranne nei fine settimana e di notte, quando il capolinea nord era arretrato a Myrtle Avenue. Dall'8 giugno 2014, il capolinea durante i fine settimana fu esteso a Essex Street.

## Il servizio
La linea M Sixth Avenue Local è attiva 24 ore su 24. A seconda delle fasce orarie il servizio è così strutturato:
- Tra le 5:30 e le 23:00 dei gironi feriali, la linea svolge un servizio locale tra Forest Hills-71st Avenue e Middle Village-Metropolitan Avenue. Ferma in 36 stazioni, con un tempo di percorrenza di un'ora e 10 minuti circa. In questa fascia oraria, nei fine settimana, la linea è attiva solo tra Essex Street e Middle Village-Metropolitan Avenue, fermando in 13 stazioni con un tempo di percorrenza di 25 minuti circa.[12]
- Tra le 23:00 e le 5:30, la linea svolge un servizio navetta tutti i giorni tra Metropolitan Avenue e Myrtle Avenue. Ferma in 8 stazioni, con un tempo di percorrenza di 12 minuti.[12]

Possiede interscambi con 19 delle altre 24 linee della metropolitana di New York, con due linee della Port Authority Trans-Hudson, con il servizio ferroviario suburbano Long Island Rail Road e con numerose linee automobilistiche gestite da MTA Bus e NYCT Bus.

### Le stazioni servite
| Stazione                             |  | Interscambi con la metropolitana | Altri Interscambi         |
| ------------------------------------ |  | -------------------------------- | ------------------------- |
| Queens                               |  |                                  |                           |
| Forest Hills-71st Avenue             |  | E · F · R                        | LIRR · MTA Bus            |
| 67th Avenue                          |  | R                                | MTA Bus                   |
| 63rd Drive-Rego Park                 |  | R                                | MTA Bus · NYCT Bus        |
| Woodhaven Boulevard                  |  | R                                | MTA Bus · NYCT Bus        |
| Grand Avenue-Newtown                 |  | R                                | MTA Bus · NYCT Bus        |
| Elmhurst Avenue                      |  | R                                | MTA Bus · NYCT Bus        |
| Jackson Heights-Roosevelt Avenue     |  | 7 · E · F · R                    | MTA Bus · NYCT Bus        |
| 65th Street                          |  | R                                | MTA Bus                   |
| Northern Boulevard                   |  | R                                | MTA Bus                   |
| 46th Street                          |  | R                                | MTA Bus                   |
| Steinway Street                      |  | R                                | MTA Bus                   |
| 36th Street                          |  | R                                | MTA Bus                   |
| Queens Plaza                         |  | E · R                            | MTA Bus · NYCT Bus        |
| Court Square-23rd Street             |  | 7 · E · G · R                    | MTA Bus · NYCT Bus        |
| Manhattan                            |  |                                  |                           |
| Lexington Avenue-53rd Street         |  | 6 · E                            | MTA Bus · NYCT Bus        |
| Fifth Avenue/53rd Street             |  | E                                | NYCT Bus                  |
| 47th-50th Streets-Rockefeller Center |  | B · D · F                        | NYCT Bus                  |
| 42nd Street-Bryant Park              |  | 7 · B · D · F                    | MTA Bus · NYCT Bus        |
| 34th Street-Herald Square            |  | B · D · F · N · Q · R · W        | PATH · MTA Bus · NYCT Bus |
| 23rd Street                          |  | F                                | PATH · NYCT Bus           |
| 14th Street                          |  | 1 · 2 · 3 · F · L                | PATH · NYCT Bus           |
| West Fourth Street-Washington Square |  | A · B · C · D · E · F            | PATH · NYCT Bus           |
| Broadway-Lafayette Street            |  | 6 · B · D · F                    | NYCT Bus                  |
| Essex Street                         |  | J · F · Z                        | NYCT Bus                  |
| Brooklyn                             |  |                                  |                           |
| Marcy Avenue                         |  | J · Z                            | NYCT Bus                  |
| Hewes Street                         |  | J                                | NYCT Bus                  |
| Lorimer Street                       |  | J                                | NYCT Bus                  |
| Flushing Avenue                      |  | J                                | NYCT Bus                  |
| Myrtle Avenue                        |  | J · Z                            | NYCT Bus                  |
| Central Avenue                       |  |                                  | NYCT Bus                  |
| Knickerbocker Avenue                 |  |                                  | NYCT Bus                  |
| Myrtle-Wyckoff Avenues               |  | L                                | NYCT Bus                  |
| Queens                               |  |                                  |                           |
| Seneca Avenue                        |  |                                  | NYCT Bus                  |
| Forest Avenue                        |  |                                  | MTA Bus · NYCT Bus        |
| Fresh Pond Road                      |  |                                  | MTA Bus · NYCT Bus        |
| Middle Village-Metropolitan Avenue   |  |                                  | MTA Bus · NYCT Bus        |

## Il materiale rotabile
Sulla linea M viene attualmente usato un solo tipo di materiale rotabile, gli R160, prodotti dalla Alstom negli anni 2010. Le vetture a disposizione della linea sono in totale 184, assemblabili in diverse configurazioni. Il deposito assegnato alla linea è quello di East New York.